# Ölunfall in Kalifornien 2015

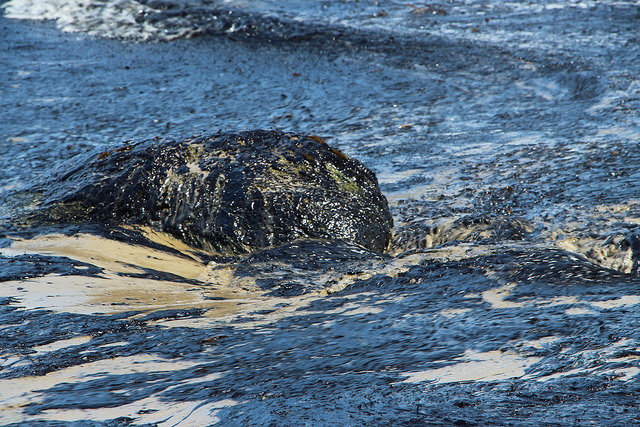
Öl am Refugio State Beach

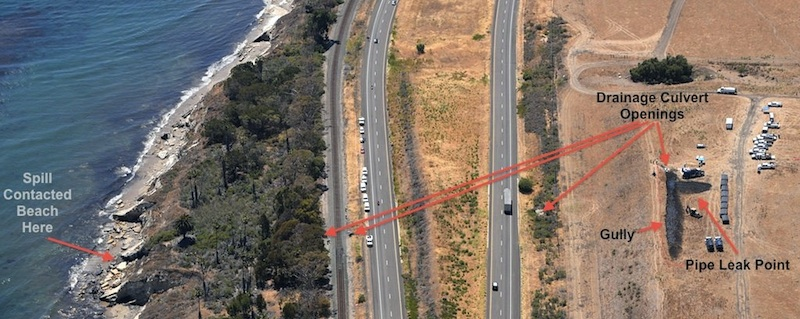
Luftbild der Bruchstelle

Bei dem Ölunfall in Kalifornien am 19. Mai 2015 nahe dem Refugio State Beach rund 35 Kilometer westlich von Santa Barbara hatte eine Ölpipeline der Plains All American Pipeline ein Leck. Das Öl floss in einen Kanal und von dort aus in den Ozean. Die Leitung wurde abgeschaltet. Örtlichen Medien zufolge liefen etwa 80.000 Liter Erdöl aus. Die Angaben wurden später durch Plains All American Pipeline um mehr als das Vierfache auf etwa 400.000 Liter nach oben korrigiert. Ein ähnlicher Unfall ereignete sich bereits bei der Santa-Barbara-Ölpest von 1969.

## Hintergrund
Das in Houston ansässige Unternehmen Plains All American Pipeline betreibt eine Hochdruck-Ölleitung entlang der Pazifikküste in Kalifornien. Die betroffene Leitung war ca. 18 Kilometer lang und wurde im Jahr 1991 gebaut. Befürchtungen, dass es zu Öl-Unfällen wie 1969 wieder kommen könnte, gab es in der Region seit langem. Eine Gesetzesinitiative, die die Offshore-Ölforderung vor Santa Barbara County stoppen wollte, scheiterte aber im August 2014 im California State Assembly.
Die betroffenen Strandabschnitte gehören zum State Park von Santa Barbara und sind beliebte Ausflugs- und Campingziele der Menschen in Santa Barbara.

## Unfall
Erst drei Stunden nach Entdeckung des Lecks hatte der Betreiber der Ölleitung, Plains All America Pipeline, die Lage unter Kontrolle gebracht. Die Pipeline wurde geschlossen. Das Öl floss aus der Leitung unter dem nahen U.S. Highway 101/CA 1 ins Meer. Laut der US-Küstenwache breitete sich nach dem Unfall ein knapp 45 Meter breites Ölfeld auf einer Länge von rund 6,4 Kilometern entlang der Küste aus. Der Ölfilm verteilte sich weiter auf einen 15 Kilometer langen Streifen vor der Küste.
Notfalleinheiten des County, Teams der U.S. Coast Guard und der California State Parks begannen mit der Eindämmung des Ölteppichs. Mitarbeiter von ExxonMobil, welches eine Anlage in der Nähe betreibt, wurden hinzugezogen. Das Santa Barbara County Fire Department fand einen 61 cm langen Riss in der Leitung.

## Reaktionen
Die Betreibergesellschaft Plains All American Pipeline erklärte in einer Stellungnahme, dass man das Leck zutiefst bedaure und alles unternehmen werde, um Umweltschäden zu begrenzen.

## Folgen
Für die küstennahe Fauna, vor allem für Seevögel und Meeressäuger, hatte der Ölteppich erhebliche Auswirkungen. Augenzeugen berichteten von Seelöwen, die mitten im Ölteppich schwammen.
Mit Hilfe von Schiffen wurde versucht, das oberflächliche Öl auf dem Meer einzugrenzen und abzuschöpfen. Auf den betroffenen Strandabschnitten wurde begonnen, den verseuchten Sand wegzuschaufeln.